# Framework (software)
Een framework (raamwerk) is een geheel van softwarecomponenten dat gebruikt kan worden bij het programmeren van applicaties, maar ook de afspraken hoe die componenten gebruikt worden binnen een groep ontwikkelaars en welke code-standaarden en bibliotheken gebruikt worden kunnen ook onderdeel zijn van een framework. Het framework bepaalt welke software er binnen een organisatie wordt gebruikt en op welke manier.
Vaak besluit een groep ontwikkelaars een toepassing te bouwen met behulp van een bestaand framework om zo een uniforme aanpak door te voeren voor het bouwen van software. Ontwikkelaars kunnen dan gemakkelijker elkaars werk overnemen. 

## Voorbeelden
| Framework         | Ontwikkelaar               |
| ----------------- | -------------------------- |
| .NET              | Microsoft                  |
| Apache Cocoon     | Apache Software Foundation |
| CakePHP           | Cake Software Foundation   |
| Cocoa             | Apple                      |
| CodeIgniter       | EllisLab                   |
| Eclipse           | Eclipse Foundation         |
| GStreamer         | GStreamer-team             |
| MapReduce         | Google                     |
| Microsoft DirectX | Microsoft                  |
| Laravel           | Taylor Otwell              |
| NetBeans          | Oracle Corporation         |
| Ruby on Rails     | DH Hansson                 |
| Qt-toolkit        | Qt Development Frameworks  |
| VCL               | Borland                    |
| Zend Framework    | Zend Technologies          |